# Adrian Anca
Adrian Anca (Diosig, 27 de março de 1976) é um ex-futebolista romeno que atuava como atacante.
Atualmente é treinador.

## Carreira em clubes
Atuou em toda sua carreira em times da Romênia,mas no CFR Cluj onde atuou de 2003-2008 ele teve maior destaque sendo artilheiro da equipe em várias temporadas e sendo considerado um ídolo pela torcida.
Se aposentou em 2009 no ACF Gloria 1922 Bistrita.